# Lake Grace North
Lake Grace North är en sjö i Australien. Den ligger i delstaten Western Australia, omkring 270 kilometer sydost om delstatshuvudstaden Perth. Lake Grace North ligger 279 meter över havet. Arean är 77 kvadratkilometer. Den sträcker sig 19,9 kilometer i nord-sydlig riktning, och 11,3 kilometer i öst-västlig riktning.
Följande samhällen ligger vid Lake Grace North:
- Neendaling (150 invånare)

Trakten runt Lake Grace North är ofruktbar med lite eller ingen växtlighet. Trakten runt Lake Grace North är nära nog obefolkad, med mindre än två invånare per kvadratkilometer. Genomsnittlig årsnederbörd är 447 millimeter. Den regnigaste månaden är maj, med i genomsnitt 74 mm nederbörd, och den torraste är januari, med 9 mm nederbörd.